# 普法戰紀
《普法戰紀》，王韜撰，是紀事本末體體裁的史書。
《普法戰紀》書中用「逸史氏王韜曰」闡述普法戰爭爆發的原因，說：「法為歐洲強國，雖壤土不廣，而勇悍好戰，爭地爭城，素為列邦所攝。」
《普法戰紀》傳至日本，成為當時日本軍方及知識分子必備之書。日本學者岡千仞在跋王韜《扶桑遊記》中稱：“《普法战纪》传于我邦，读之者始知有紫诠王先生，（先生）以卓识伟论，鼓舞一世风庳，实为当时伟人也。”